# Saintin de Meaux
Pour les articles homonymes, voir Saintin (homonymie).
Saintin de Meaux ou Sanctin ou Santin est un prélat gaulois, saint de l'Église catholique qui vivait au IVe siècle.

## Tradition
Santin aurait été évêque de Meaux (épiscope) et évangélisateur de la région de Verdun ainsi que du Pays Chartrain. Il était disciple de saint Denis.
En tant qu'évêque de Verdun, en 332, il a érigé le premier oratoire chrétien dédié à saint Pierre et saint Paul sur le mont Saint-Vanne, à l'emplacement d'un temple païen. Il lui a aussi été attribué la construction d'un baptistère et celle d'une église sur laquelle fut érigée 700 ans plus tard l'abbaye Saint-Maur. Ses reliques furent amenées à Verdun au XIe siècle. Un reliquaire contenant une dent se trouve toujours dans la cathédrale de Verdun.
Il a aussi fondé l'église de Meaux où il est mort en prison, en 356.

## Vénération
Il est fêté le 11 octobre par l'Église catholique.
Des églises lui sont dédiées à Vaux-lès-Palameix et à Tilly-sur-Meuse (Lorraine). Il figure au tympan du portail de l'église de Mogeville.
Une fête votive s'est longtemps tenue à Auteuil-le-Roi (Yvelines), le 22 septembre, en l'honneur de saint Sanctin, qui y aurait prêché. Un petit oratoire lui avait été dédié au Xe siècle, remplacé par une chapelle au XVIe siècle.

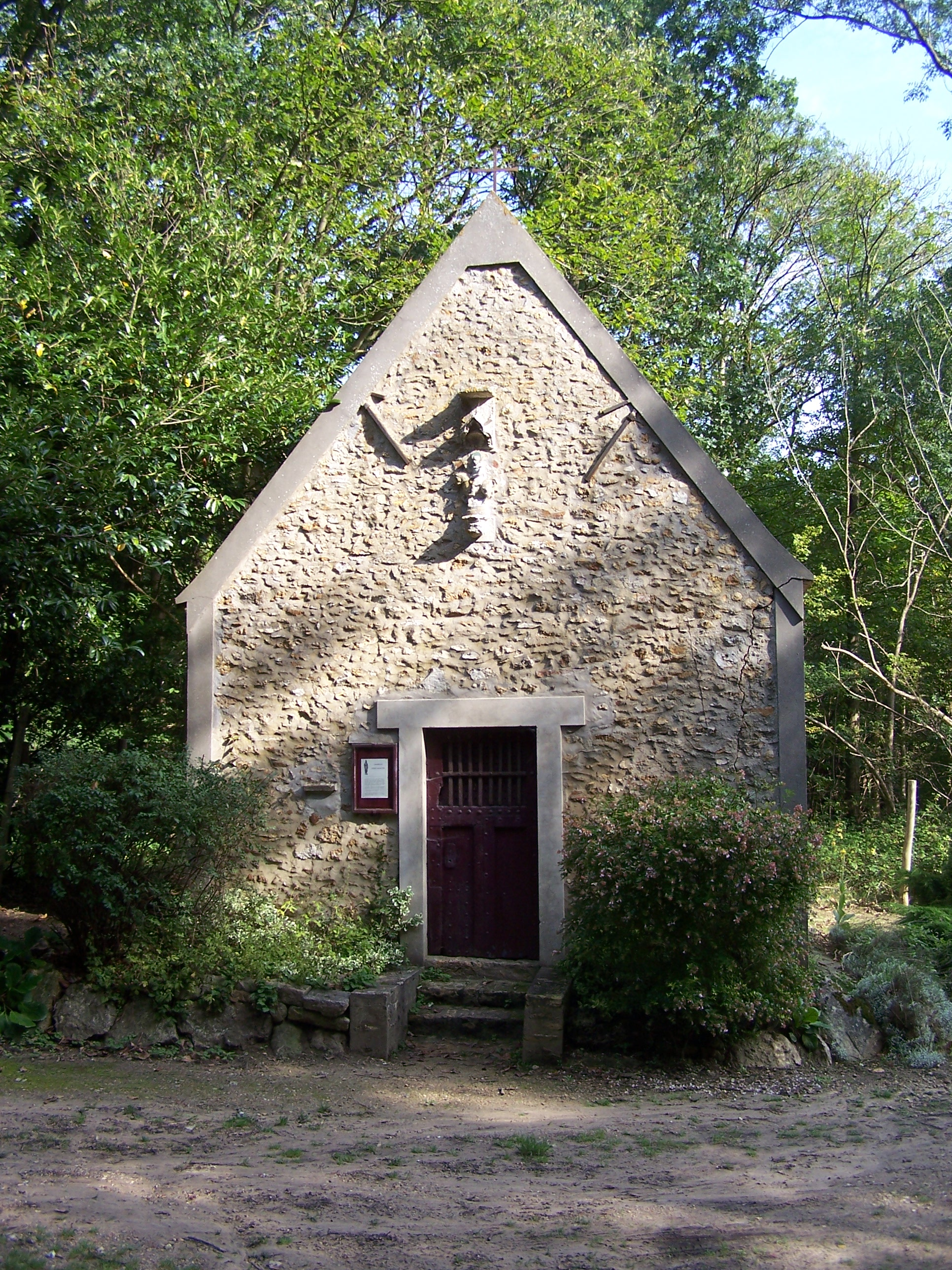
Chapelle Saint-Saintin à Auteuil-le-Roi.
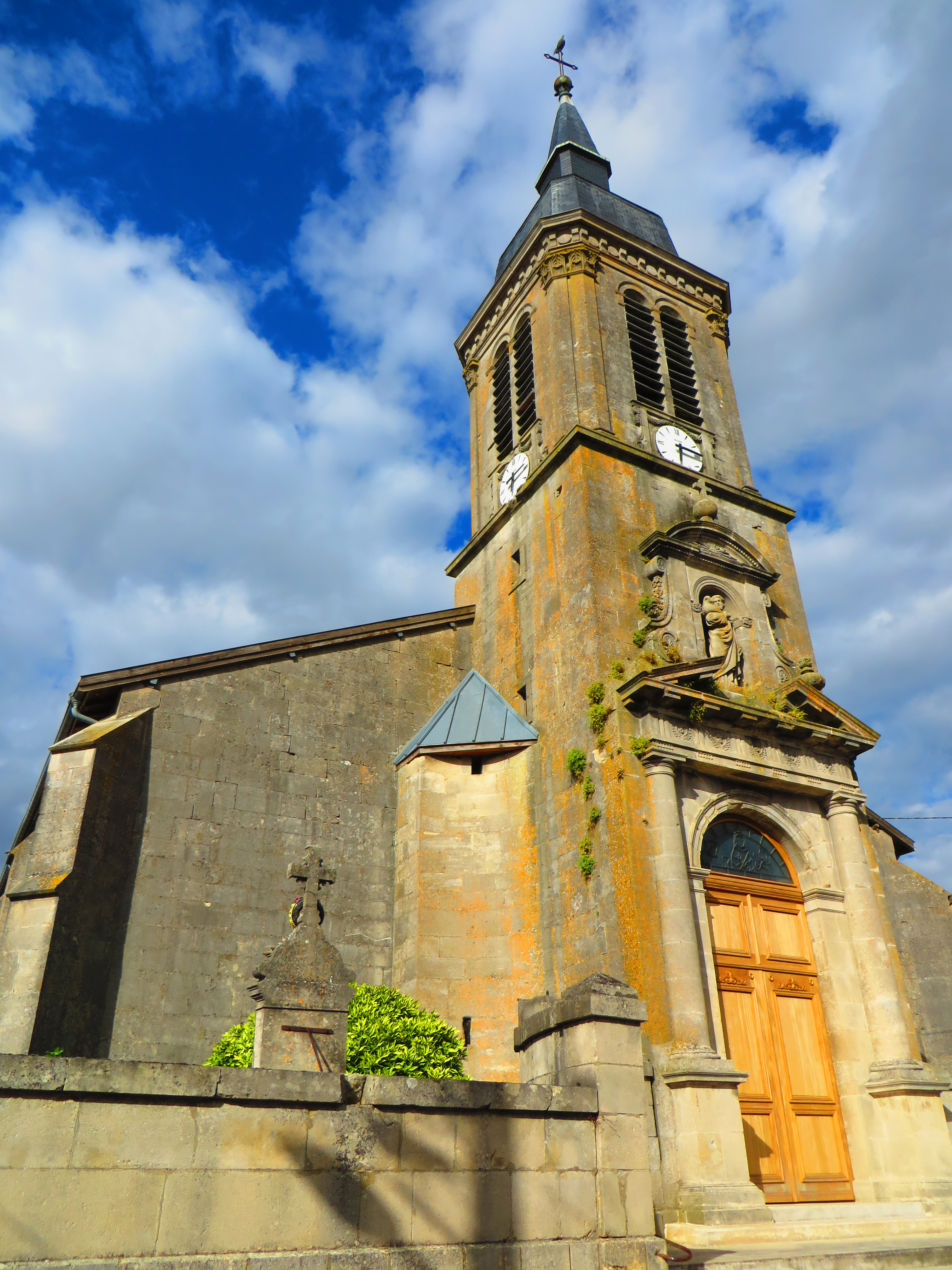
Église Saint-Saintin de Tilly-sur-Meuse.
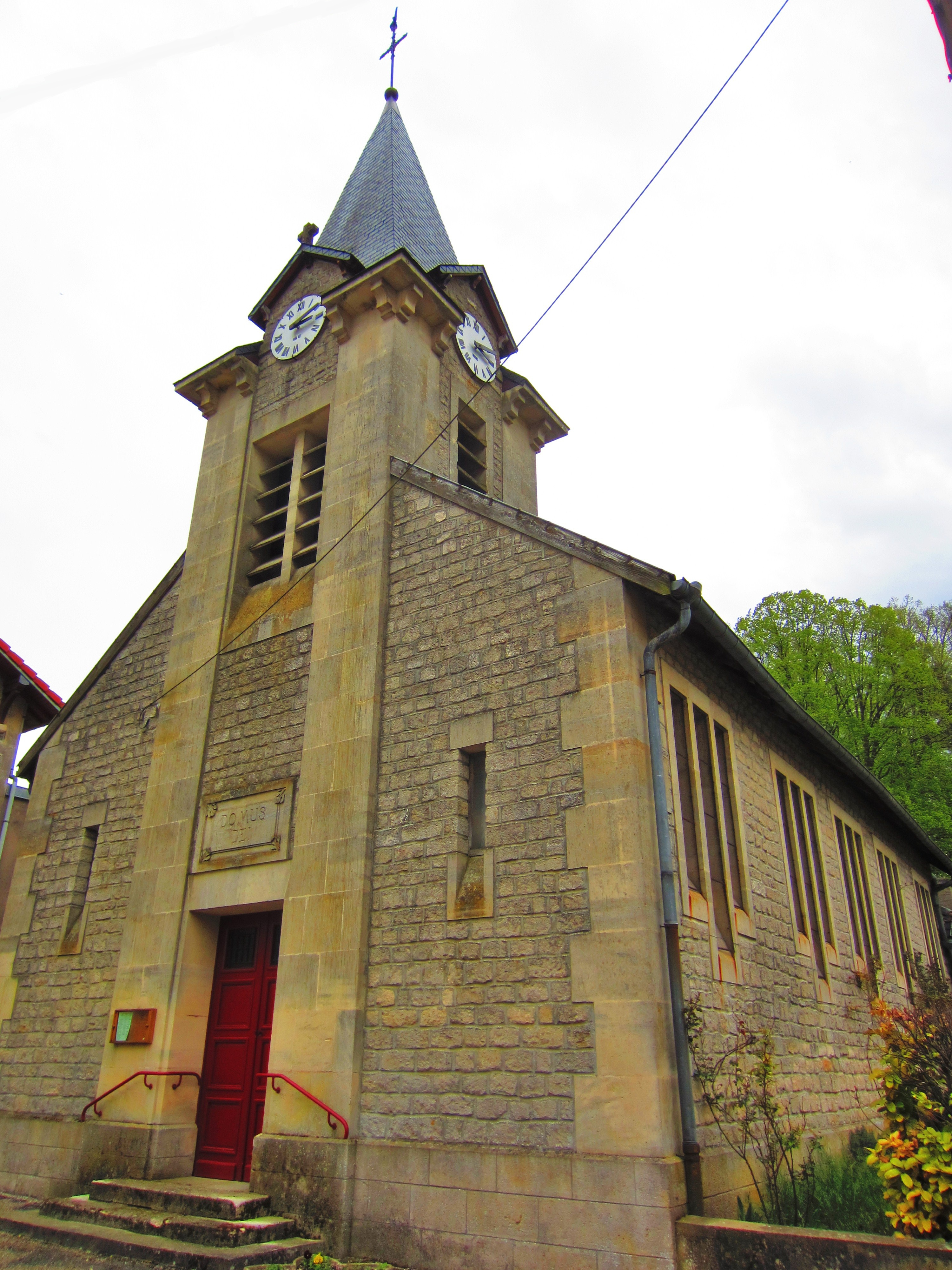
Église Saint-Saintin de Vaux-lès-Palameix.